# MiG-41
MiG-41 (ros. МиГ-41, ПАК ДП, Перспективный Aвиационный Kомплекс Дальнего Перехвата – PAK DP, Pierspiektiwnyj Awiacyonnyj Kompleks Dalniego Pieriechwata) – projekt rosyjskiego ciężkiego, przechwytującego samolotu myśliwskiego dalekiego zasięgu, który ma zastąpić w linii maszyny MiG-31.

## Historia
Pierwsze informacje na temat nowej konstrukcji ujawnił w kwietniu 2013 roku głównodowodzący Siłami Powietrzno-Kosmicznymi Federacji Rosyjskiej generał Wiktor Bondariew. Według jego zapowiedzi, nowa maszyna miałaby zostać oblatana w 2020 roku, pięć lat później zostać przyjęta do służby a od 2028 roku, masowo zastępować wycofywane MiG-31. Głównym zadaniem nowego samolotu określanego jako MiG-41, miała by być ochrona rozległych obszarów rosyjskiej Arktyki i Dalekiego Wschodu. Według rosyjskiej prasy, we wrześniu 2017 roku zakończono fazę analityczną i badawczą całego programu. Konstrukcja samolotu ma umożliwiać mu osiąganie bardzo wysokich prędkości, rzędu Ma = 4,3 oraz dużego pułapu lotu. Maszyna ma dysponować również dużym promieniem działania rzędu od 700 do 1500 km. Prawdopodobnie samolot będzie pozbawiony klasycznych cech umożliwiających redukcję skutecznej powierzchni odbicia radiolokacyjnego. Jego obszarem działania ma być własne terytorium a tym samym nie będzie wykonywał ofensywnych zadań polegających na skrytym podejściu do obszarów będących pod kontrolą nieprzyjacielskiego parasola radiolokacyjnego. Przy takim profilu zadań cechy stealth są zbędne. Znane obecnie materiały konstrukcyjne, lakiery i poszycie, obniżające skuteczną powierzchnię odbicia radiolokacyjnego nie są przystosowane do pracy w warunkach lotu z prędkością bliską prędkości hipersonicznej. Z drugiej jednak strony, część doniesień na temat nowego samolotu, wskazuje, iż będzie on projektowany z użyciem technik obniżonej wykrywalności. Lot z takimi prędkościami generuje bardzo duże ilości ciepła, zarówno w trakcie tarcia atmosferycznego oraz przez silnik. Jedną z możliwości zagospodarowania owego ciepła jest wykorzystanie go jako energii dla pokładowej broni laserowej lub mikrofalowej. Wysoki pułap na jakim ma operować samolot, może sugerować, iż będzie on zdolny również do niszczenia satelitów umieszczonych na niskich orbitach. Wśród nowych zastosowanych na pokładzie samolotu systemów wymienia się te, których skuteczność weryfikowana jest w samolocie Su-57 oraz zupełnie nowych, będących w fazie badań. Wśród nich wymieniany jest fotonowy radar. W odróżnieniu od klasycznych radarów, w których impulsy elektromagnetyczne generowane są przez analogowe sygnały elektryczne, w nowym układzie to wiązka laserowa padając z określoną częstotliwością na fotodiodę, generuje impuls radiowy proporcjonalny do częstotliwości lasera. Tego typu system umożliwia generowanie impulsów o bardzo dużej częstotliwości a tym samym dużej rozdzielczości uzyskiwanego obrazu. Pozwala to na wykrywanie niewielkich obiektów oraz maszyn stealth. Podobnie jak w zachodnioeuropejskich programach Future Combat Air System i BAE Systems Tempest, MiG-41 ma być zdolny do realizacji zadań w ugrupowaniu inteligentnych bezzałogowych aparatów latających. Z drugiej strony, nie wykluczona jest opcja, w której MiG-41 będzie działał jako samolot bezzałogowy.